# Присырдарьинские города

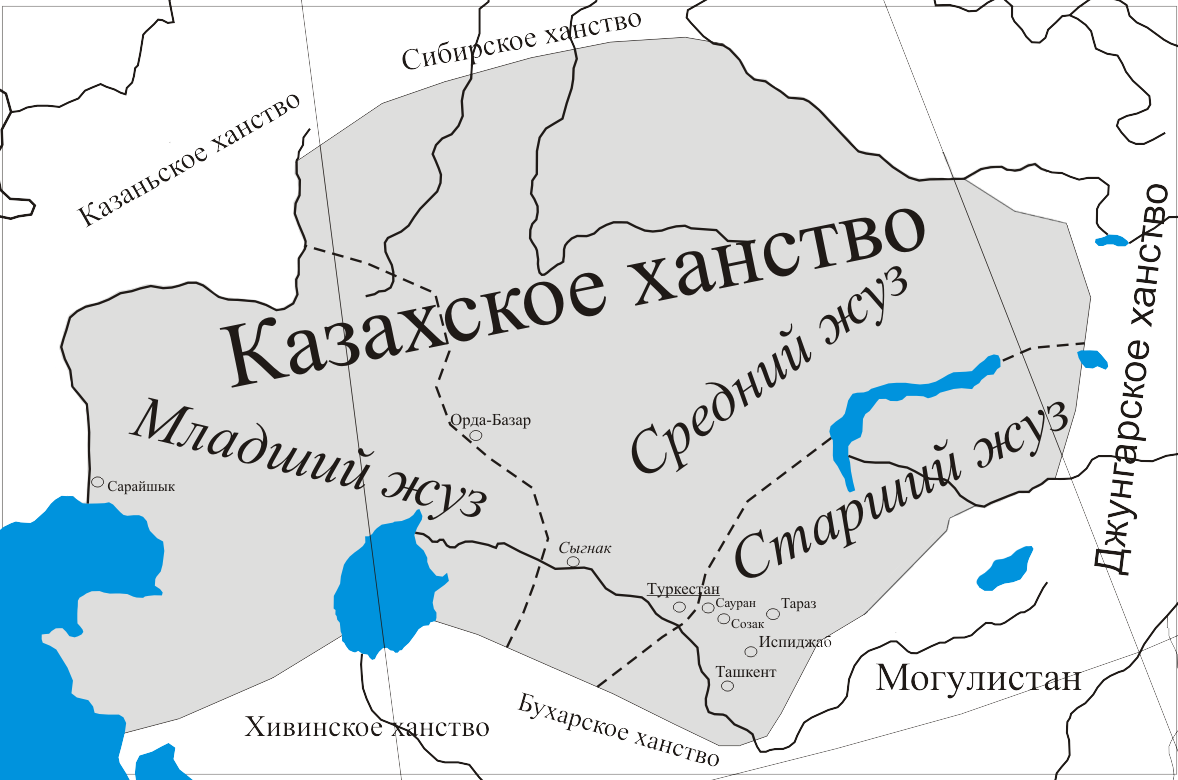

Присырдарьинские города — термин казахстанской историографии, под которым казахские историки подразумевают группу городов в Южном Казахстане и Мавераннахре, находившиеся вдоль реки Сырдарья, в её среднем течении. Стратегическая важность этих городов заключалась в том, что, находясь на Великом Шелковом Пути, они были крупными культурными и торговыми центрами.

## Присырдарьинские города (XV—XVI)
Присырдарьинские города — такие как Сыгнак, Сауран, Яссы(Туркестан) и другие — играли важную роль в жизни кочевых народов. Они были не только ключевыми торгово-экономическими центрами, но и мощными крепостями, способными выдерживать длительные осады. Кроме того, эти города традиционно служили административными и политическими центрами государств, существовавших на территории современного Казахстана.
В историко-географических источниках XV–XVI веков Туркестаном называли область среднего течения Сырдарьи. Это была узкая полоса земли вдоль левого берега реки и более широкая — вдоль правого, ограниченная с северо-востока горами Каратау, а с востока — водоразделом долин рек Чирчик и Бадам, южнее города Сайрам.
По данным историка начала XVI века Фазлаллаха ибн Рузбихана Исфахани, автора труда «Михман наме-йи Бухара», регион Туркестан включал 30 городов-крепостей, расположенных вдоль Сырдарьи. Он точно обозначает границы Туркестана. Со стороны Мавараннахра первым городом региона была крепость Аркук, находившаяся на западной окраине Туркестана. Фазлаллах пишет: «Крепость Аркук – пограничная застава Туркестана, и потому для каждого, кто из Бухары и Самарканда трогается в путь в область Туркестана, первым его местопребыванием является эта знатная крепость…»
В другом месте он уточняет, что крепость находится в одном фарсахе от реки Сейхун, на её западном берегу. Через Аркук проходила дорога к восточным крепостям Туркестана, таким как Йасы, Сауран и другим. Таким образом, восточными городами-крепостями Туркестана в этот период были Йасы и Сауран. Северной границей Туркестана в «Михман наме-йи Бухара» называется город Сыгнак, который описан как «окраина благоустроенной области».